# Prainha (kommun)
Prainha är en kommun i Brasilien.   Den ligger i delstaten Pará, i den centrala delen av landet, 1 600 km norr om huvudstaden Brasília. Antalet invånare är 29 265. Arean är 14 786 kvadratkilometer.
Terrängen i Prainha är platt åt sydost, men åt nordväst är den kuperad.
Följande samhällen finns i Prainha:
- Prainha

I omgivningarna runt Prainha växer i huvudsak städsegrön lövskog. Runt Prainha är det mycket glesbefolkat, med 2 invånare per kvadratkilometer.